# 異名同音
異名同音（或異符同音），又称等音，在音樂理論中，是指音名不同而音高相同，除了G♯和A♭的組合外，其他組合都是三個一組。這是平均律初出現時產生的概念，巴洛克時期以後，異名同音被廣泛使用。到了浪漫主義音樂時期，則完全普及。
（□是鋼琴白鍵，■是黑鍵。）
| 鍵盤 | 音名 | 音名 | 音名 |
| ---- | ---- | ---- | ---- |
|      | A    | B    | C♭   |
|      | A♯   | B♭   | C    |
|      | G    | A    | B    |
|      | G♯   | —    | A♭   |
|      | F    | G    | A    |
|      | E    | F♯   | G♭   |
|      | E♯   | F    | G    |
|      | D    | E    | F♭   |
|      | D♯   | E♭   | F    |
|      | C    | D    | E    |
|      | B    | C♯   | D♭   |
|      | B♯   | C    | D    |

## 等音程
当两个音程的半音数相同，但度数和性质不同时，称为“等音程”。
| 半音数 | 倍增音程 | 增音程 | 自然音程 | 减音程 | 倍减音程 |
| ------ | -------- | ------ | -------- | ------ | -------- |
| 0      |          |        | 纯一度   | 减二度 |          |
| 1      |          | 增一度 | 小二度   |        | 倍减三度 |
| 2      | 倍增一度 |        | 大二度   | 减三度 |          |
| 3      |          | 增二度 | 小三度   |        | 倍减四度 |
| 4      | 倍增二度 |        | 大三度   | 减四度 |          |
| 5      |          | 增三度 | 纯四度   |        | 倍减五度 |
| 6      | 倍增三度 | 增四度 |          | 减五度 | 倍减六度 |
| 7      | 倍增四度 |        | 纯五度   | 减六度 |          |
| 8      |          | 增五度 | 小六度   |        | 倍减七度 |
| 9      | 倍增五度 |        | 大六度   | 减七度 |          |
| 10     |          | 增六度 | 小七度   |        | 倍减八度 |
| 11     | 倍增六度 |        | 大七度   | 减八度 |          |
| 12     |          | 增七度 | 纯八度   | 减九度 |          |

上表中同一横行的音程互为等音程，它们的半音数相同，但音程度数和音程性质不同。

## 等和弦

### 和弦性质、和弦转位都完全相同的等和弦
若一个和弦的各个和弦音同时向上升高减二度或同时向下降低减二度，则和弦的各音都变成了自己的等音。此时，新和弦与原和弦互为等和弦。

### 和弦性质或和弦转位不同但不含有变音的等和弦
由于增三和弦的各和弦音都是相差四个半音，减七和弦的各和弦音都是相差三个半音，一个八度有12个半音，而3和4又都是12的因数，所以这两个和弦分别与自己的各个转位互为等和弦。也就是说：
同低音的增三和弦、增六和弦、与增四六和弦互为等和弦。例如：Caug、Eaug/B#、G#aug/B#互为等和弦。
同低音的减七和弦、减五六和弦、减三四和弦、与减二和弦互为等和弦。例如：C°⁷、D#°⁷/C、F#°⁷/C、A°⁷/C互为等和弦。这一特性使得许多调的导七和弦互为等和弦，进而使得加速转调变得容易。
此外，同低音的大减七和弦与小五六和弦互为等和弦。

### 含有变音的等和弦
大小七和弦、降根音的减七和弦、降三音的减五六和弦、降五音的减三四和弦、与降七音的减二和弦互为等和弦。
很多加速转调都使用这一等和弦特点，若甲调的主音比乙调的主音高一个半音，则甲调的属七和弦与乙调的降三音的重属导五六和弦（即德国增六和弦）互为等和弦。